# Dicliptera leonotis
Dicliptera leonotis är en akantusväxtart som beskrevs av Dalz. och C. B. Cl.. Dicliptera leonotis ingår i släktet Dicliptera och familjen akantusväxter. Inga underarter finns listade i Catalogue of Life.